# Metrik (matematik)
 For alternative betydninger, se Metrik. (Se også artikler, som begynder med Metrik)
En metrik er i matematikken en generaliseret måde at definere afstande på. Metrikken defineres som en funktion der tager to elementer fra en mængde {\displaystyle S} og giver "afstanden" mellem dem som et reelt tal. Et par {\displaystyle (S,d)} bestående af en mængde {\displaystyle S} og en metrik {\displaystyle d} på {\displaystyle S} kaldes et metrisk rum.

## Formel definition
En metrik er en funktion {\displaystyle d\colon S\times S\rightarrow \mathbb {R} _{0}^{+}}, der opfylder kravene
1. {\displaystyle d(a,b)\geq 0;d(a,b)=0\Leftrightarrow a=b}
2. {\displaystyle d(a,b)=d(b,a)} (symmetri)
3. {\displaystyle d(a,c)\leq d(a,b)+d(b,c)} (trekantsuligheden)

hvor {\displaystyle a}, {\displaystyle b} og {\displaystyle c} er elementer i {\displaystyle S}. Det første krav siger, at afstanden mellem forskellige elementer er positiv, mens afstanden mellem et element og sig selv er nul. Den anden siger, at afstanden mellem to elementer er entydig. Den sidste siger, at hvis man går fra {\displaystyle a} til {\displaystyle c} via {\displaystyle b}, så har man ikke gået kortere end hvis man gik direkte fra {\displaystyle a} til {\displaystyle c}.

## Eksempler
Lad {\displaystyle S} være mængden af punkter i det reelle plan og lad {\displaystyle d} være den sædvanlige afstand. Så er afstanden fra punktet {\displaystyle a=(a_{x},a_{y})} til punktet {\displaystyle b=(b_{x},b_{y})} givet ved
{\displaystyle d(a,b)={\sqrt {(b_{x}-a_{x})^{2}+(b_{y}-a_{y})^{2}}}},
som kaldes den euklidiske metrik (eller den form, den tager i to dimensioner). Dette er imidlertid ikke den eneste mulige metrik. F.eks. er
{\displaystyle d(a,b)=|b_{x}-a_{x}|+|b_{y}-a_{y}|}
en metrik, da den opfylder kriterierne ovenfor.